# HMS Bulwark (R08)
Авіаносець «Балвек» (англ. HMS Bulwark (R08)) — британський авіаносець типу «Сентор».

## Історія створення
Авіаносець «Балвек» був закладений на верфі «Harland and Wolff» 10 травня 1945 року, спущений на воду 22 червня 1948 року. Вступив у стрій 4 листопада 1954 року.

## Історія служби
Після вступу у стрій авіаносець «Балвек» у 1956 році брав участь у бойових діях під час Суецької кризи, у ході яких його літаки здійснили понад 600 вильотів.
У 1959—1960 роках корабель переобладнали в десантний вертольотоносець. З нього демонтували катапульти, аерофінішери та частину зенітної артилерії, залишивши лише 8 стволів. Літаки замінили вертольотами «Westland Whirlwind». У внутрішніх приміщеннях були обладнані кубрики для розміщення 733 морських піхотинців. Корабель обладнали стрілами для спуску на воду та підйому на борт малих десантних катерів LCA.
У листопаді 1962 рок корабель перебував у Перській затоці, де брав участь в обороні Кувейту від можливого вторгнення Іраку.
Надалі корабель ніс службу в Середземному морі та Далекому Сході, де, зокрема, у 1966 році здійснював патрулювання поблизу узбережжя Індонезії під час Індонезійсько-Малайської конфронтації.
У 1976 році «Балвек» вивели в резерв. Розглядалось питання про продаж корабля ВМС Перу, але врешті Адміралтейство вирішило залишити корабель. Він пройшов ремонт та був пееркласифікований в авіаносець протичовнової оборони. Знову увійшов до складу флоту 1978 року. Він брав участь у ряді навчань, зокрема « Whiskey Venture» (1979 рік), «Exercise Safe Passage» (1980 рік, разом з флотом США), «Exercise Dawn Patrol» (1980 рік, Сардинія), «Exercise Teamwork 80» (1980 рік, Норвегія).
У 1981 році авіаносець вивели в резерв, але жодних ремонтних робіт на ньому не проводилось. У 1982 році, з початком Фолклендської війни, розглядалось питання про відправку авіаносця в Південну Атлантику. Але через незадовільний стан корабля від цієї ідеї відмовились. У 1983 році вирішено утилізувати корабель. З нього зняли частину обладнання для можливого використання на авіаносці «Гермес», і у 1984 році «Балвек» розібрали на брухт.